# Joe Murray (animatore)
Joseph David Murray, detto Joe (San Jose, 3 maggio 1961), è un animatore e sceneggiatore statunitense noto per aver creato le serie a cartoni animati La vita moderna di Rocko e Camp Lazlo.